# ...И дойде денят
„...И дойде денят“ е български игрален филм (драма) от 1973 година на режисьора Георги Дюлгеров по сценарий на Васил Акьов. Оператор е Радослав Спасов. Художник е Иван Кожухаров.
Във филма е използвана музика от Моцарт, Пипков, Кшищоф Пендерецки и Родион Шчедрин.

## Актьорски състав
- Пламен Масларов – Мустафа
- Елена Мирчовска – Пшеничка
- Асен Кисимов (като Асен Ангелов) – Матей
- Пантелей Панталеев – Черни
- Вълчо Камарашев – Дабица
- Иван Кожухаров – Фантом
- Климент Михайлов – Варламката
- Иван Григоров – Фрао
- Александър Лилов – Матей Втори
- Димитрина Савова
- Красимира Апостолова – Мар
- Ана-Мари Шахова
- Желчо Мандаджиев – Агура
- Никола Тодев – попът
- Димитър Луканов – Малкият
- Божко Лозанов
- Едуард Захариев – Пандурски
- Никола Ханджийски – офицерът със снимката
- Теодор Юруков – човекът със спомените
- Михаил Марков – убиецът на Варламката
- Вельо Горанов – полицаят насилник
- Юрий Ангелов (като Юри Ангелов) – Миро
- Марин Янев – гласът на Черни
- Велко Кънев – гласът на Варламката
- Васил Михайлов – гласът на Фантома
- Крикор Хугасян – келнерът с табличката
- Васил Каменов – убитият политзатворник
- Георги Тодоров-Жози – политзатворник